# Сибил (кошка)
Сибил (англ. Sybil) — кошка, служившая десятым по счёту мышеловом в резиденции британских премьеров на Даунинг-стрит.
Занимала пост Главного Мышелова Резиденции Правительства Великобритании (англ. Chief Mouser to the Cabinet Office) в 2007—2008 гг и являлась первым котом на этой должности после Хамфри. В январе 2009 года она уехала в Эдинбург.
Умерла в Эдинбурге 27 июля 2009 года после непродолжительной болезни.